# هکنی ویل (آلاباما)
هکنی ویل (به انگلیسی: Hackneyville) شهرکی در شهرستان تالاپوسا ایالت آلاباما است که مساحت آن ۲۳٫۲۵ کیلومترمربع است و در سرشماری سال ۲۰۱۰ میلادی، ۳۴۷ نفر جمعیت داشته و تراکم جمعیتی آن، ۱۴٫۹۲ در کیلومترمربع بوده است.